# Арми Хамър
Арманд Дъглас „Арми“ Хамър (на английски: Armand Douglas 'Armie' Hammer) (роден на 28 август 1986 г.) е американски актьор.
Известен е с ролите си на близнаците Уинкълвос в „Социалната мрежа“, Клайд Толсън в „Джей Едгар“, принц Андрю Алкот в „Огледалце, огледалце“, главния герой в „Самотният рейнджър“, Иля Курякин в „Мъжът от U.N.C.L.E.“, Оливър в „Призови ме с твоето име“ и Джаксън Сторм в „Колите 3“.

## Личен живот
Хамър се жени за Елизабет Чеймбърс на 22 май 2010 г. Запознава ги художникът Тайлър Рамзи. На 1 декември 2014 г. се ражда дъщеря им – Харпър. През 2017 г. се ражда синът им – Форд.

## Избрана филмография
- Развитие в застой (2005)
- Вероника Марс (2006)
- Флика (2006)
- Отчаяни съпруги (2007)
- Жътварят (2009)
- Клюкарката (2009)
- Социалната мрежа (2010)
- Джей Едгар (2011)
- Огледалце, огледалце (2012)
- Американски татко! (2012)
- Самотният рейнджър (2013)
- Антураж (2015)
- Мъжът от U.N.C.L.E. (2015)
- Престрелка (2016)
- Призови ме с твоето име (2017)
- Колите 3 (2017)
- Смърт край Нил (2022)